# Newfoundland and Labrador Route 40
Die Newfoundland and Labrador Route 40 befindet sich auf der Avalonhalbinsel in der kanadischen Provinz Newfoundland and Labrador. Sie hat eine Länge von ca. 15 km und verbindet die Provinzhauptstadt St. John’s mit der Küstengemeinde Portugal Cove-St. Philip’s. Aufgrund des Anschlusses an den internationalen Flughafen der Stadt St. John’s gehört die Route zum National Highway System, der Abschnitt zwischen Flughafen und Trans-Canada Highway wird als Hauptstrecke (Core Route) klassifiziert.

## Verlauf
Die Route beginnt in einem Wohngebiet in St. John’s und führt in nördlicher Richtung. Sie quert den Trans-Canada Highway und dient als Anschluss für den St. John’s International Airport. Von dort aus verläuft die Strecke in westlicher Richtung zur Küste und endet in Portugal Cove an der Conception Bay. Dort befindet sich ein Fährhafen, der Bell Island mit Neufundland verbindet.